# Joselito Rodríguez
Joselito Rodríguez (Cidade do México, 12 de fevereiro de 1907—Cidade do México, 14 de setembro de 1985) foi um ator, diretor, roteirista e produtor de televisão mexicano.

## Filmografia

### Como diretor
- El amor de mi vida (1979)
- De sangre chicana (1974)
- Huracán Ramírez y la monjita negra (1973)
- Angelitos negros (1970)
- La venganza de Huracán Ramírez (1967)
- El hijo de Huracán Ramírez (1966)
- Sitiados por la muerte (1963)
- El misterio de Huracán Ramírez (1962)
- Santo contra hombres infernales (1961)
- El enmascarado justiciero (1961)
- Santo contra cerebro del mal (1961)
- El tesoro del indito (1961)
- La calavera negra (1960)
- La máscara de hierro (1960)
- El regreso del monstruo (1959)
- Pepito y el monstruo (1957)
- Pepito as del volante (1957)
- Dos diablitos en apuros (1957)
- La pequeña enemiga (1956)
- Píntame angelitos blancos (1954)
- Huracán Ramírez (1953)
- Cuando los hijos pecan (1952)
- Yo fui una callejera (1952)
- ¡... Y murío por nosotros! (1951)
- Anacleto se divorcia (1950)
- Cuando los hijos odian (1950)
- Café de chinos (1949)
- La hija del panadero (1949)
- Angelitos negros (1948)
- La hija del payaso (1946)
- La pequeña madrecita (1944)
- Morenita clara (1943)
- ¡Ay Jalisco, no te rajes! (1941)
- El secreto del sacerdote (1941)

### Como roteirista
- De sangre chicana (1974)
- Huracán Ramírez y la monjita negra (1973)
- Angelitos negros (1970)
- La venganza de Huracán Ramirez (1967)
- El hijo de Huracán Ramírez (1966)
- El misterio de Huracán Ramírez (1962)
- El tesoro del indito (1961)
- Pepito y el monstruo (1957)
- Pepito as del volante (1957)
- Dos diablitos en apuros (1957)
- La pequeña enemiga (1956)
- Píntame angelitos blancos (1954)
- Huracán Ramírez (1953)
- Del rancho a la televisión (1953)
- Las mujeres de mi general (1951)
- Anacleto se divorcia (1950)
- Cuando los hijos odian (1950)
- Café de chinos (1949)
- Angelitos negros (1948)
- La pequeña madrecita (1944)
- Mexicanos, al grito de guerra (1943)
- Arriba las mujeres (1943)
- Morenita clara (1943)
- ¡Ay Jalisco, no te rajes! (1941)

### Como ator
- Pepito y el monstruo (1957)
- Dos diablitos en apuros (1957)
- Píntame angelitos blancos (1954)
- Huracán Ramírez (1953)
- Cuando los hijos pecan (1952)
- Cuando los hijos odian (1950)
- Angelitos negros (1948)

### Como produtor
- De sangre chicana (1974)
- Píntame angelitos blancos (1954)